# Grammy Award för bästa reggaealbum
Grammy Award för bästa reggaealbum (Grammy Award for Best Reggae Album) började utses efter sedvanlig nominering år 1985 av Recording Academy, som är en sammanslutning av personer som är inblandade i den amerikanska musikindustrin.  Pris har delats ut sedan 1959 och med åren har allt fler musikgenreer lagts till. År 1985 började akademin även att uppmärksamma reggae, och det året utsågs Black Uhurus album Anthem – i konkurrens med Jimmy Cliff, Peter Tosh, brittiska bandet Steel Pulse och toastern Yellowman – till årets bästa reggaeinspelning. År 1992 ändrades beteckningen till Årets bästa reggaealbum.
Reggaen fick en egen kategori så sent som fyra år efter Bob Marleys bortgång 1981. Det är några år efter den tidsperiod, 1968 - 1983, som betraktas som reggaens storhetstid och som föregick den digitaliserade s.k. raggan och moderna dancehallen. Artister som sannolikt skulle ha nominerats före 1985 är förutom Marley (inklusive bandnamnet The Wailers 1973), Desmond Dekker, Max Romeo, Dennis Brown, Jacob Miller, U-Roy, I-Roy Gregory Isaacs, Peter Tosh, Jimmy Cliff, Marcia Griffiths (inklusive Bob and Marcia, Judy Mowatt, Phyllis Dillon, UB 40, Burning Spear, Junior Murvin, Lee "Scratch" Perry , Toots and The Maytals, Culture, The Mighty Diamonds, The Heptones, Byron Lee and the Dragonaires, John Holt, Sugar Minott, The Abyssinians, Linton Kwesi Johnson, The Congos, The Pioneers, The Wailing Souls, Horace Andy, The Ethiopians, The Gladiators, Dave and Ansell Collins, Johnny Clarke, Big Youth, m.fl.  , , 
Det innebär inte bara att den klarast lysande reggaeartisten genom tiderna – Bob Marley – aldrig hann få någon grammy (medan hans söner vunnit 11 gånger, mer än vad som kan förväntas inom en bred genre som reggae), utan även att artister och band som var stora under 1970-talet och som har släppt odödliga album i reggaeälskarnas ögon varken har nominerats eller belönats av grammyakademin.  Black Uhuru, som hade sin storhetstid något senare, fick det första priset 1985. De övriga som nominerades tillhörde reggaens absoluta toppartister inom den genre som senare skulle komma att kallas roots reggae, och som fortsatte att vara stora utomlands trots att reggaen förändrades på Jamaica förändrades till stilar benämnda ragga och dancehall: det birminghambaserade Steel Pulse samt reggaeikonerna Peter Tosh och Jimmy Cliff. Nominerad var även Yellowman, som brukar omnämnas som Jamaicas störste toaster/deejay under 1980-talet. ,  Noterbart är även att det kommersiellt mest gångbara reggabandet genom tiderna – UB40 – nominerats men aldrig vunnit själva grammytiteln.

## Vinnarna och de nominerade
Här följer en sammanställning av årens vinnande Grammy Awards i kategorin reggae: album, artist, medverkande vinnare samt nominerade. Det pris som delas ut ett år är för ett album som släppts året innan. Bästa album 2009 släpptes alltså 2008. Som en jämförelse och en källa till mer information om det vinnande albumet har musikportalen All Music Guides betyg och i förekommande fall recensioner lagts till som referensinformation.

### 2015 – Bästa reggaealbum 2014
Ziggy Marley – Fly Rasta – Allmusic  , 
 Artist: Ziggy Marley. Engineers/mixers: Isha Erskine, Andrew Scheps. Tuff Gong WorldwideProducent: Ziggy Marley] 
Sean Paul – Full Frequency – VP/Atlantic
Lee "Scratch" Perry – Back On The Controls – Upsetter
Shaggy – Out Of Many, One Music – Ranch Entertainment, Inc
Sly & Robbie & Spicy Chocolate – The Reggae Power –  Universal Music Japan, VP Records, Taxi Records
SOJA (Soldiers Of Jah Army) – Amid The Noise And Haste – Ato Records

### 2014 – Bästa reggaealbum 2013
Ziggy Marley – Ziggy Marley In Concert – Allmusic  
 Artist: Ziggy Marley. Engineers/mixers: Errol Brown, Fabian Cooke. På Tuff Gong/Universal RepublicProducent: Tuff Gong/Universal Republic] 
 Beres Hammond – Miracle
 Sizzla – The Messiah
Sly & Robbie & The Jam Masters – Reggae Connection
 Snoop Lion – Snoop Lion

### 2013 – Bästa reggaealbum 2012
Jimmy Cliff – Rebirth – Allmusic  
 Artist: Jimmy Cliff. Featured artists: Joe Higgs, T. Armstrong, Aimee Allen, Nicki Bonner, Dash Hutton, Tim Hutton. Engineers/mixers: Tim Armstrong Producent: Tom "Grover" Biery, Tim Armstrong. På Sunpower Records, Universal, Universal Music, Universal Japan, Hip-O 
 The Original Wailers – Miracle
 Sean Paul – Tomahawk Technique
Sly & Robbie & The Jam Masters – New Legend - Jamaica 50th Edition
 Toots And The Maytals – Reggae Got Soul: Unplugged On Strawberry Hill

### 2012 – Bästa reggaealbum 2011
Stephen Marley – Jamaica Revelation Pt. 1 - The Root of Life – Allmusic  
 Artist: Stephen Marley. Featured artists: Damian Marley, Buju Banton, Ziggy Marley, Spragga Benz, Capleton. Engineers/mixers: Stephen Marley, ??, ??. Producent: Stephen Marley. På Universal republic
 Monty Alexander – Harlem-Kingston Express Live!
 Israel Vibration – Reggae Knights
 Stephen Marley – Revelation Pt. 1 - The Root of Life
 Ziggy Marley – Wild and Free
 Shaggy – Summer In Kingston

### 2011 – Bästa reggaealbum 2010
Bujo Banton – Before The Dawn – Allmusic  
 Artist: Buju Banton, Engineers/mixers: Austin Green, Jermaine Reid & Linford Marshall. Producent: Buju Banton. På Gargamel Music 2010 
Gregory Isaacs och King Isaac – Isaacs Meets Isaac
Lee "Scratch" Perry – Revelation
Bob Sinclar och Sly and Robbie – Made in Jamaica
Sly and Robbie och the Family Taxi – One Pop Reggae +
Andrew Tosh – Legacy: An Acoustic Tribute to Peter Tosh

### 2010 – Bästa reggaealbum 2009
Stephen Marley – Mind Control - Acoustic – Allmusic  
Buju Bantonn – Rasta Got Sou
Gregory Isaacs – Brand New Me
Julian Marley – Awake
Sean Paul – Imperial Blaze

### 2009 – Bästa reggaealbum 2008
Burning Spear – Jah Is Real – Allmusic  
Artist: Winston Rodney (Burning Spear). Engineers: Brian Thorn & Chris Daley.
Elephant Man – Let's Get Physical
Heavy D – Vibes
Lee "Scratch" Perry – Repentance
Shaggy – Intoxication
Sly & Robbie – Amazing

### 2008 – Bästa reggaealbum 2007
Stephen Marley – Mind Control – Allmusic  
Artist & producent: Stephen Marley. Engineers: "Bonzai" James Caruso, Greg Morrison & Marc Lee.
Burning Spear – The Burning Spear Experience
Lee "Scratch" Perry – The End Of An American Dream
Sly & Robbie And The Taxi Gang – Anniversary
Toots & the Maytals – Light Your Light

### 2007 – Bästa reggaealbum 2006
Ziggy Marley – Love Is My Religion – Allmusic  
Artist: David Marley. Engineers/mixers: Dave Way & Marc Moreau.
Buju Banton  – Too Bad
Matisyahu – Youth
Sly & Robbie – Rhythm Doubles
UB40 – Who You Fighting For?

### 2006 – Bästa reggaealbum 2005
Damian Marley – Welcome to Jamrock – Allmusic  
Artist: Damian Marley. Enginer: Marc Lee. Enginer/mixer: James "Bonzai" Caruso. Producent: Stephen Marley.
Burning Spear  – Our Music
Sean Paul – The Trinity
Shaggy – Clothes Drop
Third World – Black Gold & Green
Titellåten på albumet, "Welcome to Jamrock", fick även priset för Best Urban/Alternative Performance

### 2005 – Bästa reggaealbum 2004
Toots & the Maytals – True Love – Allmusic  
Artister: Toots And The Maytals (Andrew Bassford, Radcliffe Bryan, Paul Douglas, Charles Farquharson, Carl Harvey, Frederick "Toots" Hibbert, Clifton Jackie Jackson, Stephen Stewart, Leba Thomas). Engineers/mixers: Richard S. Feldman, Rudolph Valentino & Tom Weir. Producent: Richard S. Feldman.
Jimmy Cliff  – Black Magic
Sly & Robbie – The Dub Revolutionaries
Steel Pulse – African Holocaust
Olika artister – Def Jamaica

### 2004 – Bästa reggaealbum 2003
Sean Paul – Dutty Rock – Allmusic  
Artist: Sean Paul. Producent: Tony Kelly. Producent/Engineer/Mixing & Exekutiv Producent: Jeremy Harding.
Buju Banton  – Friends for Life
Burning Spear – Free Man
Third World – Ain't Givin' Up
Wayne Wonder – No Holding Back

### 2003 – Bästa reggaealbum 2002
Lee "Scratch" Perry – Jamaican E.T. – Allmusic  
Artist & producent: Lee "Scratch" Perry. Producent/mixer: Roger Lomas
Alpha Blondy – Merci
Bounty Killer – Ghetto Dictionary: The Mystery
Capleton – Still Blazin
Freddie McGregor – Anything for You

### 2002 – Bästa reggaealbum 2001
Damian Marley – Halfway Tree – Allmusic  
 Artist: Damian Marley. Engineer: Arlick Thompson. Producent: Stephen Marley
Beres Hammond – Music Is Life
Ky-Mani Marley – Many More Roads
Luciano – A New Day
Olika artister – Island Warriors

### 2001 – Bästa reggaealbum 2000
Beenie Man – Art and Life – Allmusic  
 Artist: Moses Davis (Beenie Man). Producent/Engineer/Mixing: Tony Kelly
Dennis Brown – Let Me Be the One
Gregory Isaacs – Private & Confidential
Pato Banton – Life Is A Miracle
The Wailing Souls – Equality

### 2000 – Bästa reggaealbum 1999
Burning Spear – Calling Rastafari – Allmusic  
 Artist: Winston Rodney (Burning Spear). Engineer/Mixing: Barry O'Hare Exekutiv producent Sonia Rodney
Aswad – Roots Revival
Beenie Man – The Doctor
Steel Pulse – Living Legacy
Third World – Generation Coming

### 1999 – Bästa reggaealbum 1998
Sly and Robbie – Friends
Beenie Man for Many Moods of Moses
Buju Banton for Inna Heights
Toots and the Maytals for Ska Father
The Wailing Souls for Psychedelic Souls

### 1998 – Bästa reggaealbum 1997
Ziggy Marley and the Melody Makers – Fallen Is Babylon
Aswad for Big Up
Burning Spear for Appointment with His Majesty
Steel Pulse for Rage and Fury
Yellowman for Freedom of Speech

### 1997 – Bästa reggaealbum 1996
Bunny Wailer for Hall of Fame - A Tribute to Bob Marley's 50th Anniversary
Gregory Isaacs for Mr. Cool
Maxi Priest for Man with the Fun
Sister Carol for Lyrically Potent
The Skatalites for Greetings from Skamania

### 1996 – Bästa reggaealbum 1995
Shaggy for Boombastic
Burning Spear for Rasta Business
The Skatalites for Hi-Bop Ska! The 30th Anniversary Recording
Third World for Live It Up
Ziggy Marley & the Melody Makers for Free Like We Want 2 B

### Grammy Awards of 1995 – Bästa reggaealbum 1994
Bunny Wailer for Crucial! Roots Classics
Aswad for Rise and Shine
Black Uhuru for Strongg
Dennis Brown for Light My Fire
Inner Circle for Reggae Dancer
Various artists for Stir It Up

### Grammy Awards of 1994 – Bästa reggaealbum 1993
Inner Circle for Bad Boys
Black Uhuru for Mystical Truth
Burning Spear for The World Should Know
Maxi Priest for Fe Real
Ziggy Marley & Melody Makers for Joy and Blues

### Grammy Awards of 1993 – Bästa reggaealbum 1992
Shabba Ranks for X-tra Naked
Steel Pulse for Rastafari Centennial/Live in Paris - Elysee Montmartre
Jimmy Cliff for Breakout
Third World for Committed
The Wailing Souls for All Over the World

### Grammy Awards of 1992 – Bästa reggaealbum 1991
Shabba Ranks for As Raw as Ever
Black Uhuru for Iron Storm
Bunny Wailer for Gumption
Rita Marley for We Must Carry On
Steel Pulse for Victims
Ziggy Marley & the Melody Makers for Jahmekya

### Grammy Awards of 1991 – Bästa reggaealbum 1990
Bunny Wailer for Time Will Tell - A Tribute to Bob Marley
Andrew Tosh for Make Place for the Youth
Black Uhuru for Now
Burning Spear for Mek We Dweet
Toots & the Maytals for An Hour Live

### Grammy Awards of 1990 – Bästa reggaealbum 1989
Ziggy Marley & the Melody Makers for One Bright Day
Third World for Serious Business
Wailers Band for I.D. (album)
Bunny Wailer for Liberation
Burning Spear for Live in Paris Zenith '88

### Grammy Awards of 1989 – Bästa reggaealbum 1988
Ziggy Marley & the Melody Makers for Conscious Party
Jimmy Cliff for Hanging Fire
Toots for Toots in Memphis
UB40 for UB40
UB40, Chrissie Hynde for Breakfast in Bed

### Grammy Awards of 1988 – Bästa reggaealbum 1987
Peter Tosh for No Nuclear War
Burning Spear for People of the World
Third World for Hold On to Love
UB40 for UB40 CCCP (Live in Moscow)

### Grammy Awards of 1987 – Bästa reggaealbum 1986
Steel Pulse for Babylon the Bandit
Black Uhuru for Brutal
The Itals for Rasta Philosophy
Jimmy Cliff for Club Paradise
Linton Kwesi Johnson & the Dub Band for Linton Kwesi Johnson in Concert with the Dub Band

### Grammy Awards of 1986 – Bästa reggaealbum 1985
Jimmy Cliff for Cliff Hanger
The Blue Riddim Band for Alive in Jamaica
Melody Makers featuring Ziggy Marley for Play the Game Right
Burning Spear for Resistance
Judy Mowatt for Working Wonders

### Grammy Awards of 1985 – Bästa reggaealbum 1984
(första gången en reggae-grammy delades ut, d.v.s. efter Bob Marleys död 1981)
Black Uhuru for Anthem
Jimmy Cliff for Reggae Night
Peter Tosh for Captured Live
Steel Pulse for Steppin' Out
Yellowman for King Yellowman